# Felipe Carrillo Puerto (gemeente)
Felipe Carrillo Puerto is een gemeente in de Mexicaanse deelstaat Quintana Roo. De hoofdplaats van Felipe Carrillo Puerto is Felipe Carrillo Puerto. Felipe Carrillo Puerto heeft een oppervlakte van 10.249 km².
Felipe Carrillo Puerto heeft 60.365 inwoners, waarvan 30.682 mannen en 29.683 vrouwen. 24.698 inwoners zijn veertien jaar of jonger. 38.771 inwoners spreken een inheemse taal, waarvan Maya met 38.474 het meeste sprekers heeft.
De gemeente is genoemd naar de revolutionair Felipe Carrillo Puerto. Plaatsen in Felipe Carrillo Puerto zijn naast de hoofdplaats Tihosuco, Chunhuhub, Señor en Tepich.
Bacalar · Benito Juárez · Cozumel · Felipe Carrillo Puerto · Isla Mujeres · José María Morelos · Lázaro Cárdenas · Othón P. Blanco · Puerto Morelos · Solidaridad · Tulum
- Virtual International Authority File: 28144648243489744293